# Hann-Tableland-Nationalpark
Der Hann-Tableland-Nationalpark (engl.: Hann Tableland National Park) ist ein Nationalpark im Nordosten des australischen Bundesstaates Queensland.

## Lage
Der Park liegt 1.436 Kilometer nordwestlich von Brisbane und 20 Kilometer nordwestlich von Mareeba, westlich des Mulligan Highway.
Das an das Atherton Tableland nördlich anschließende Hochland der Great Dividing Range ist felsig und spärlich mit Wald bewachsen. Westlich des Nationalparks entspringt der Hodgkinson River.
Der Park ist von Mareeba aus über eine zunächst nach Westen und dann nach Norden verlaufende, unbefestigte Straße zu erreichen. Nach 20 Kilometern ist die Weidestation Leyland an der Südostecke des Parks erreicht.
In der Nachbarschaft liegen die Nationalparks Davies Creek, Kuranda und Mount Lewis.